# 綱川智
綱川 智（つなかわ さとし、1955年〈昭和30年〉9月21日 - ）は、日本の実業家。株式会社東芝 特別顧問。公益財団法人東芝国際交流財団代表理事兼理事長。以前は、株式会社東芝取締役会議長、同社代表執行役CEO、日本インダストリアル・エンジニアリング協会名誉会長、一般社団法人電子情報技術産業協会代表理事兼会長、一般社団法人日本エレクトロニクスショー協会代表理事兼会長などを務めた。東京都出身。

## 経歴
東京都立小石川高等学校を経て、東京大学教養学部基礎科学科を卒業。1979年に東芝に入社し、医療機器事業に長く携わる。東芝メディカルシステムズ・ヨーロッパ社、東芝アメリカメディカルシステムズ社と海外に駐在した後、1999年に東芝に戻り、医用システム社海外営業部部長に就任。2004年に東芝アメリカメディカルシステムズ社社長、東芝アメリカMRI社社長に就任。2008年に東芝メディカルシステムズ（現・キヤノンメディカルシステムズ）取締役常務に就任。2010年に代表取締役社長に就任。2013年に東芝 ヘルスケア事業開発部部長を兼任。2014年に執行役上席常務に就任。2015年に代表執行役副社長に就任。2016年には室町正志の後任として、代表執行役社長に就任。2019年に日本インダストリアル・エンジニアリング協会会長に就任。2020年には東芝取締役会長に就任。2021年には車谷暢昭に代わり、代表執行役社長を兼務となった。2022年に東芝分割案の経営方針の混乱が続く中、代表執行役社長兼CEOを退任し、取締役会議長に就任。同年、取締役会議長を退任。

## 履歴

### 学歴・職歴
- 1979年（昭和54年）3月 - 東京大学教養学部基礎科学科卒業[3]。
- 1979年（昭和54年）4月 - 株式会社東芝入社[4]。
- 1989年（平成元年）5月 - 東芝メディカルシステムズ・ヨーロッパ社出向[3]。
- 1993年（平成5年）11月 - 東芝アメリカメディカルシステムズ社出向[3]。
- 1999年（平成11年）4月 - 株式会社東芝 医用システム社海外営業部部長[3]。
- 2000年（平成12年）4月 - 株式会社東芝 医用システム社業務管理部部長兼海外営業部部長[5]。
- 2001年（平成13年）4月 - 株式会社東芝 医用システム社経営企画部部長[5]。
- 2004年（平成16年）4月 - 東芝アメリカメディカルシステムズ社へ出向、社長に就任[3]。
- 2004年（平成16年）4月 - 東芝アメリカMRI社社長[3]。
- 2008年（平成20年）6月 - 東芝メディカルシステムズ株式会社（現・キヤノンメディカルシステムズ）出向、取締役常務 経営企画部、広報室、業務部、海外営業統括部担当[6]。
- 2009年（平成21年）6月 - 東芝メディカルシステムズ株式会社（現・キヤノンメディカルシステムズ）取締役上席常務 アクロス推進室、事業推進部、経営企画部、広報室、業務部、海外営業統括部担当[7]。
- 2010年（平成22年）6月 - 東芝メディカルシステムズ株式会社（現・キヤノンメディカルシステムズ）代表取締役社長[8]。
- 2013年（平成25年）10月 - 株式会社東芝 ヘルスケア事業開発部部長[4]。
- 2014年（平成26年）6月 - 株式会社東芝執行役上席常務 ヘルスケア事業グループ分担兼ヘルスケア事業開発部部長[4]。
- 2014年（平成26年）6月 - 東芝メディカルシステムズ株式会社（現・キヤノンメディカルシステムズ）非常勤取締役[9]。
- 2014年（平成26年）7月 - 株式会社東芝執行役上席常務 ヘルスケア事業グループ分担兼ヘルスケア社社長[3]。
- 2015年（平成27年）9月 - 株式会社東芝取締役兼代表執行役副社長 社長補佐兼ヘルスケア事業グループ、ライフスタイル事業グループ、経営企画部担当[10][11]。
- 2016年（平成28年）4月 - 株式会社東芝取締役兼代表執行役副社長 社長補佐兼ライフサイエンス事業統括部、経営企画部、広報・IR部、東芝ライフスタイル株式会社、東芝クライアントソリューション株式会社担当[3]。
- 2016年（平成28年）6月 - 株式会社東芝取締役兼代表執行役社長CEO[5][12]。
- 2017年（平成29年）5月 - 一般社団法人電子情報技術産業協会副会長[13]。
- 2018年（平成28年）4月 - 株式会社東芝取締役兼代表執行役社長COO[14]。
- 2019年（平成31年） - 日本インダストリアル・エンジニアリング協会会長[15]。
- 2020年（令和2年）4月 - 株式会社東芝取締役会長[16][17]。
- 2020年（令和2年）5月 - 一般社団法人産業競争力懇談会理事[18]。
- 2020年（令和2年）6月 - 一般社団法人電子情報技術産業協会代表理事兼筆頭副会長[19]。
- 2021年（令和3年）4月 - 株式会社東芝取締役会長兼代表執行役社長CEO[20]。
- 2021年（令和3年）6月 - 一般社団法人電子情報技術産業協会代表理事兼会長[21]。
- 2021年（令和3年）6月 - 公益財団法人東芝国際交流財団代表理事兼理事長[22]。
- 2021年（令和3年）6月 - 株式会社東芝取締役会議長兼代表執行役社長CEO[23]。
- 2022年 (令和4年) 3月 - 株式会社東芝取締役会議長。

## 現職
- 日本インダストリアル・エンジニアリング協会名誉会長[24]
- 一般社団法人電子情報技術産業協会代表理事兼会長[25]
- 一般社団法人日本エレクトロニクスショー協会代表理事兼会長[26]
- 公益財団法人東芝国際交流財団代表理事兼理事長[27]
- 公益財団法人日本科学技術振興財団理事[28]
- 一般社団法人産業競争力懇談会理事[29]
- 一般社団法人日本医工ものづくりコモンズ特別顧問[30]